# 金內斯角
63°22′S 56°33′W / 63.367°S 56.550°W
金內斯角（英語：Cape Kinnes），是南極洲的海岬，位於葛拉漢地的茹安維爾島西端，屬於茹安維爾群島的一部分，由蘇格蘭探險隊命名，現時由南極條約體系管理。